# Festa degli amorini
La Festa degli amorini o Omaggio a Venere è un dipinto a olio su tela (172x175 cm) di Tiziano, databile al 1518-1519 e conservato nel Museo del Prado a Madrid.

## Storia
L'opera è la prima dipinta da Tiziano per il ciclo dei "Baccanali", destinato a decorare il Camerino d'Alabastro, studiolo privato di Alfonso I d'Este. Il duca aveva già ottenuto una tela da Giovanni Bellini (il Festino degli dei, poi ritoccato da Tiziano nel paesaggio) e qualche anno prima Tiziano gli aveva già dipinto il Cristo della moneta, destinato a decorare una porta.

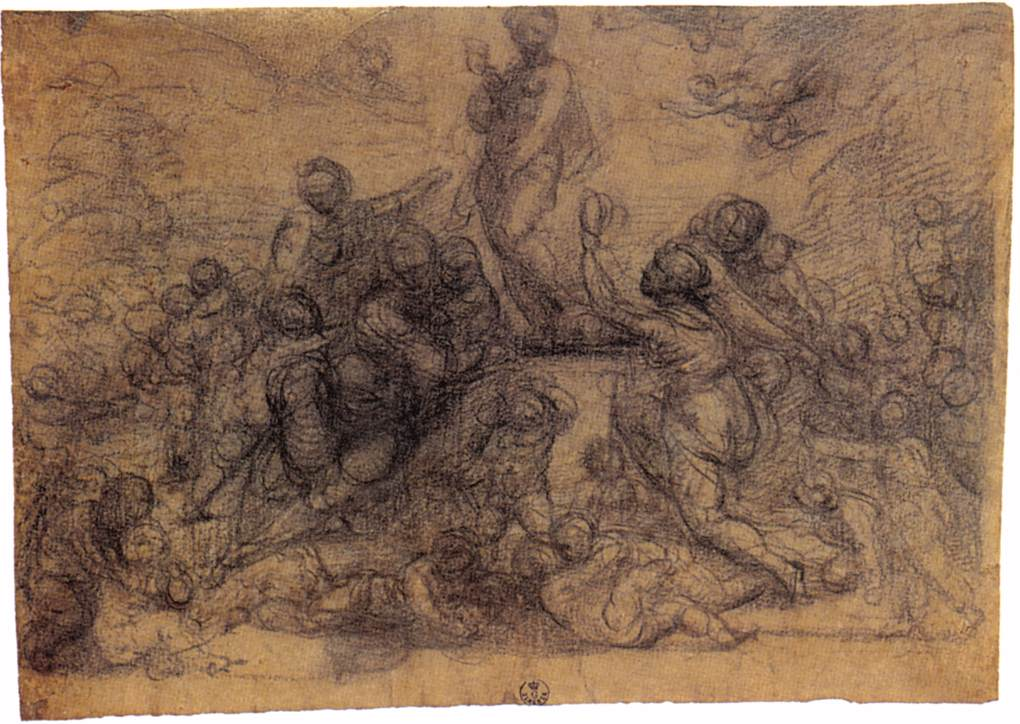
Il Trionfo di Venere di Fra Bartolomeo

La Festa di Venere era stata inizialmente commissionata a Fra Bartolomeo, ma la sua scomparsa, nel 1517, interruppe la commissione. Il frate fiorentino però aveva eseguito un disegno, il suo primo soggetto non religioso fin dalla sua conversione savonaroliana. A Tiziano venne fornito il disegno preparatorio esistente, ma egli decise di stravolgerlo, impostando una composizione in cui il simulacro della dea si trova in posizione defilata, a destra, piuttosto che al centro, e concentrandosi sulla folla di amorini. Ne riprese comunque vari spunti, come la tipologia della statua, una Venus pudica, e l'atteggiamento delle ninfe, in particolare quella con lo specchio.
Le vicende della commissione e consegna del dipinto, nell'ottobre del 1519, sono testimoniati dal fitto carteggio tra l'artista, la corte estense e gli inviati del duca a Venezia. Per rispettare le dimensioni richieste, la tela e il telaio giunsero direttamente da Ferrara, assieme al programma iconografico. Il 17 ottobre l'artista era personalmente a Ferrara, per presiedere alla messa in opera.
Con il rapido smantellamento dello studiolo all'indomani della devoluzione di Ferrara allo Stato della Chiesa, nel 1598, i dipinti vennero dispersi. La Festa degli amorini venne portata a Roma dal cardinal Pietro Aldobrandini, legato pontificio. Verso il 1634, tramite l'intermediazione di viceré di Napoli, Manuel de Acevedo y Zúñiga, fu donato assieme al Baccanale degli Andrii a Filippo IV di Spagna, in parte come pagamento dello Stato di Piombino. Le prime menzioni documentate in Spagna risalgono agli inventari del Palazzo Alcázar di Madrid nel 1666, 1686 e 1700.
Le tre tele di Tiziano furono ammirate e copiate da Rubens, Reni, Poussin e Velázquez, fornendo ispirazione per lo sviluppo del gusto barocco. È rimasta famosa la notizia del pianto sincero del Domenichino nel vedere quei capolavori lasciare l'Italia.
Ne esiste una copia con varianti di Rubens nel Nationalmuseum di Stoccolma.

## Descrizione e stile

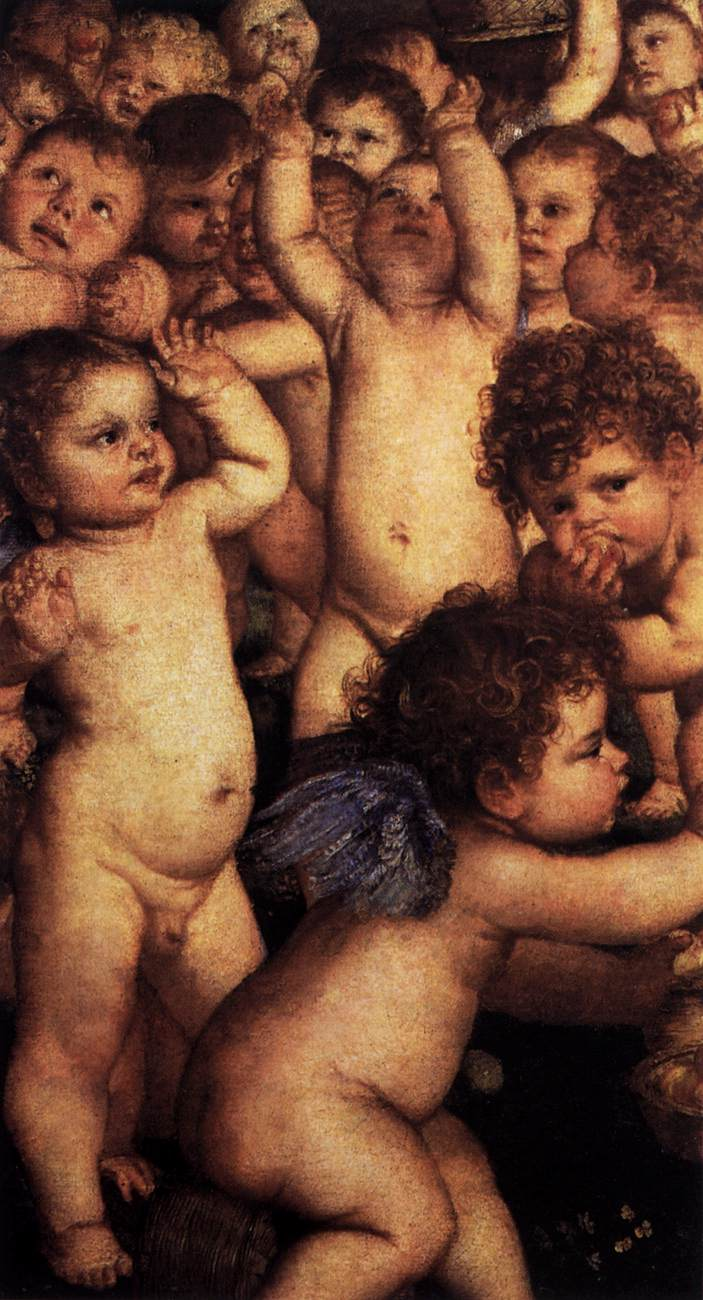
Dettaglio

Il soggetto del dipinto era stato deciso direttamente da Alfonso (come ricordò Ridolfi), ispirandosi alla descrizione di uno dei dipinti di Eroti descritto nel sesto libro delle Immagini di Filostrato il Vecchio.
Una schiera di amorini è radunata per fare un'offerta di frutta alla dea Venere, la cui statua campeggia in alto a destra. Essi brulicano in atteggiamenti giocosi nella metà inferiore, mentre alcuni si sono levati in volo per cogliere i frutti, delle pesche, dagli alberi. In primo piano alcuni si scambiano tenere effusioni, in omaggio alla dea dell'amore, mentre uno di loro sta per colpire una puttina che sorride divertita. Molti degli amorini citano celebri statue classiche. Due ninfe, a destra, presenziano la scena. Una tiene in mano uno specchio, probabile rimando alla bellezza.